# Natación en los Juegos Suramericanos de 2014 - Maratón 10 km Femenino
La prueba femenina de aguas abiertas en Santiago 2014 se llevó a cabo el 16 de marzo de 2014 en la Laguna de Curauma, Región de Valparaíso. Participaron en la prueba 14 nadadoras.

## Resultados
| Rank              | Nacionalidad | Nadadora            | Tiempo Total | Diferencia |
| ----------------- | ------------ | ------------------- | ------------ | ---------- |
| Medalla de oro    | Chile        | Kristel Köbrich     | 01:58:06     |            |
| Medalla de plata  | Argentina    | Cecilia Biagioli    | 01:59:35     | +0:01:29   |
| Medalla de bronce | Brasil       | Ana de Jesus        | 02:00:15     | +0:02:09   |
| 4                 | Ecuador      | Samantha Arévalo    | 02:04:25     | +0:06:19   |
| 5                 | Venezuela    | Paola Pérez         | 02:04:56     | +0:06:50   |
| 6                 | Argentina    | Julia Arino         | 02:05:28     | +0:07:22   |
| 7                 | Ecuador      | Nataly Caldas       | 02:05:41     | +0:07:35   |
| 8                 | Venezuela    | Liliana Hernández   | 02:12:38     | +0:14:32   |
| 9                 | Brasil       | Betina Lorscheitter | 02:13:56     | +0:15:50   |
| 10                | Chile        | Mahina Valdivia     | 02:16:18     | +0:18:12   |
| 11                | Perú         | Jacqueline Pinillos | 02:23:27     | +0:25:21   |
| 12                | Uruguay      | Paola Cabrera       | 02:27:28     | +0:29:22   |
| 13                | Uruguay      | Eliana Sotelo       | 02:28:02     | +0:29:56   |
| 14                | Bolivia      | Micaela Muñoz       | 02:28:05     | +0:29:59   |